# Código Penal de Chile
El Código Penal de la República de Chile es el cuerpo normativo que regula actualmente los delitos y su punición en Chile. Fue promulgado el 12 de noviembre de 1874 y comenzó a regir el 1 de marzo de 1875.
Fue elaborado por una comisión redactora designada especialmente para ese efecto, dentro de cuyos integrantes destacó la figura de Manuel Rengifo Vial, quien además fue el redactor del mensaje que acompañó al proyecto de código en su tramitación legislativa.
En su texto originalmente promulgado, este código estaba compuesto por 501 artículos, distribuidos en 3 libros. Actualmente posee 544 artículos, distribuidos en el mismo número de libros.
La historia de la legislación penal de Chile se encuentra enraizada con la evolución penal española, vinculación que también se presenta en la mayor parte de los ordenamientos punitivos vigentes en las naciones iberoamericanas contemporáneas. Después de la independencia nacional siguió rigiendo el derecho castellano e indiano, cuyo sistema represivo tenía como eje el castigo físico ejemplificador y la humillación de los reos. En ese contexto las cárceles tenían solo una función precautoria dentro de la sociedad. Durante el siglo XIX, sin embargo, se inició un proceso que modificaría completamente los mecanismos de control social; el proceso codificador penal, una empresa que se realizó de forma simultánea con España, Portugal y el resto de Iberoamérica. De hecho, Chile se benefició de los trabajos realizados en esos otros países y, a su vez, hizo una contribución a este proceso.
La codificación penal separa dos épocas diferentes en la historia del derecho penal en Chile: en la primera, predominaba el derecho común cultivado en las universidades y otros derechos extranjeros como el castellano e indiano; y a partir de la segunda, se genera una legislación sistemática propia sobre la materia penal.

## Antecedentes

### Pervivencia del Derecho español
Al declararse la independencia de Chile y todavía por algunos años, siguió vigente la legislación colonial española debido a que perduró la costumbre, instituciones, organización y derecho; durante gran parte del siglo XIX. Se aplicaban en aquella época diversas leyes españolas en un cierto orden (fijado por el Senado Consulto de 7 de junio de 1820 y el Decreto Supremo de 28 de abril de 1832). La legislación señalada estaba formada por:
- Fuero Juzgo: precedido en el tiempo por el código de Eurico, Leovigildo y Recesvinto.[2]
- Fuero Real de España: obra del rey Alfonso X, el sabio, en el año 1255. Inspirado en la tradición jurídico- española y cuyas imperfecciones intentaron ser corregidas con las leyes de Estilo. En el Libro IV están contenidas las disposiciones de carácter penal.[3]
- Las Siete Partidas: obra de Alfonso X, una de las más importantes de la historia española, las disposiciones penales están contenidas en la Partida VII y fueron tomadas del código justinianeo y le asigna a la pena una función retributiva e intimidatoria.[4]
- Los ordenamientos y recopilaciones.
- Recopilación de Indias (1680).
- Novísima Recopilación (1805).

También aparecían normas penales en los auto acordados de las audiencias y los bandos dictados por adelantados, virreyes y gobernadores.

### Principales disposiciones chilenas antes de la codificación
En Chile a partir de 1861, se inicia una etapa liberal caracterizada por el equilibrio entre el poder del Presidente de la República y los grupos políticos, y en consecuencia se abre para la legislación penal un periodo intermedio (1810, 1874) en el cual los gobiernos independientes comenzaron a dictar leyes especiales sobre determinadas materias penales, que rigieron con preferencia a las españolas o, en su defecto, destinadas a adaptar la legislación a las necesidades y, sobre todo, a la idiosincrasia nacional. Legislación que tiene un especial interés por poner en evidencia los problemas penales que debieron afrontarse y, especialmente, para mostrar la orientación del legislador.
En defecto de las leyes españolas, se dictaron leyes especiales en materia penal, conformando así las primeras leyes penales chilenas.
- Disposiciones sobre el ejercicio de la libertad de imprenta: La primera de las disposiciones establece la censura de las publicaciones por un Tribunal de Apelaciones, cambiándose para lo sucesivo la orientación de la materia, que reconoció la libertad de imprenta, haciendo responsables de los escritos propagados mediante ella a los autores, y en caso de escritos anónimos a los impresores, quienes debían responder también de los escritos religiosos publicados sin la debida censura eclesiástica.
- Disposiciones sobre la pena de azotes: Empieza con la que suprime la pena de azotes por varias alternativas posteriores (1823).
- Disposiciones sobre los delitos contra la propiedad: Destaca la Ley general de hurtos y robos (1849).
- Disposiciones sobre delitos varios: Referentes a cuestiones muy diferentes como la prohibición de juegos de azar y envite, castigo del espionaje con pena de muerte, prohibición de cargar armas, penas legales a quienes provocaran desafíos, castigo al tráfico de esclavos o su compra en alta mar con la pena de crimen de piratería (1842), atentados contra las líneas telegráficas, la no admisión como eximente la embriaguez del reo y la parte ofendida no puede perdonar al delincuente salvo en lo relativo a indemnizaciones por perjuicio. Se establece la prisión por deudas y en casos de penas alternativas el juez debería aplicar la que estimase conveniente considerando calidad social, hábitos de vida, educación y otras circunstancias que hacen que una misma pena sea más acerba para algunas personas que para otras. Se consagra la obligación de los jueces de atenerse a lo más favorable al reo cuando al fallar causas criminales en un tribunal colegiado resultase empate de votos.[6]

## Elaboración
En Chile, el proceso codificador llegó tardíamente, debido a que la independencia tuvo lugar en 1817 sin la violencia revolucionaria que se presentó en otros países, ello justificó que la legislación española siguiera vigente, aunque con sucesivas adaptaciones, aboliendo las instituciones antiguas y reemplazándolas por las nuevas de acuerdo con la ideología liberal del momento, sobre todo en cuanto a penalidades.
Chile no siguió la regla general de codificar primero el derecho penal ya que se redactaron antes el Código Civil promulgado el 14 de diciembre de 1855 y el Código Comercio del 23 de noviembre de 1865.
El proceso de codificación chilena en materia penal se comenzó a intentar inmediatamente consolidando el proceso de emancipación, aunque en un principio más como una suerte de buenas intenciones que de decisiones firmes, como aparece claramente en un discurso de 1822 del entonces Director Supremo de Chile, Bernardo O'Higgins, instando a la adopción de "cinco códigos célebres" (napoleónicos) de manera de poder borrar "para siempre instituciones montadas bajo un plan colonial".  A este expresado deseo codificador basado en el rechazo a la institucionalidad colonial se sucedieron varias mociones parlamentarias para constituir comisiones que redactaran los nuevos Códigos de la recién independizada nación, como las de José Alejo Eyzaguirre del 12 de noviembre de 1823, sin ninguna consecuencia; más concretamente la de Muñoz Bezanilla de 28 de julio de 1826 propuso al Congreso Nacional que se constituyese una comisión de cinco letrados, que en el perentorio término de dos años reformase todo el Derecho Civil y Criminal reduciéndolos a un código único, supuso un cierto avance puesto que proponía no solo tener a la vista los Códigos Napoleónicos, sino también el uso de los códigos españoles que habían regido en Chile y los vigentes en otras naciones; o la del 27 de marzo de 1928, de Francisco R. de Vicuña, propuso al Congreso Constituyente que se nombrase una comisión integrada por don Pedro Antonio Pérez, don Gaspar Marín, don Diego Antonio Elizondo, don Juan de Dios Vial del Río y don Carlos Correa de Saa, para que presentara un proyecto de legislación civil y criminal, o que, en su defecto, se concediese, un premio al mejor proyecto de Código civil y criminal que se presentara en el plazo de un año, temperamento, este último que, fue el que prevaleció, convocando el Gobierno a un concurso en tal sentido y ofreciendo una recompensa de veinte mil pesos para el autor del proyecto del Código criminal que resultare premiado. Este certamen tuvo la particularidad de que se presentara en él sin duda el primer proyecto en la materia netamente americano, o sea, escrito con carácter original por un jurisconsulto del nuevo continente para América; pero, igual que los intentos que le habían precedido y otros posteriores, no desembocó en nada positivo. Se resalta que a ese certamen se presentó el jurista peruano, don Manuel Lorenzo Vidaurre con un proyecto de un código penal, de pensamiento laico, progresista y humanitario. En 1831 el Senado facultó al poder ejecutivo para que designase, con el sueldo y los honores de Ministro de la Corte Suprema, a un encargado de formar los proyectos de códigos legislativos. En 1833 don Manuel Camilo Vial presenta un contraproyecto para el nombramiento de una comisión que extractase la parte dispositiva de las leyes existentes en un lenguaje sencillo y conciso.

### Intentos de proyecto
Es a partir de la segunda mitad de siglo XIX cuando surge la necesidad de reemplazar la anticuada legislación penal hispana y adaptarla a las nuevas necesidades de la sociedad recogiendo los nuevos avances que habían aparecido en la doctrina penal. La situación es perfectamente descrita por el presidente Federico Errázuriz Zañartu y su ministro de Justicia José María Barceló.
En 1831 el Senado facultó al poder ejecutivo para que designase, con el sueldo y los honores de ministro de la Corte Suprema, a un encargado de formar los proyectos de códigos legislativos. En 1833 Manuel Camilo Vial presenta un contra proyecto para el nombramiento de una comisión que extractase la parte positiva de las leyes existentes en un lenguaje sencillo y conciso. Y por ley de 10 de septiembre de 1840 se creó una comisión de legislación para la reforma y codificación de las leyes.
El primer intento de codificación penal propio se hace por Decreto de 18 de diciembre de 1846, firmado por Bulnes y refrendado por Manuel Camilo Vial, cuyos preámbulos y artículo 1° decían así:
Convencido de la urgente necesidad de reformar el Código penal, a fin de que sus disposiciones se adapten al estado de nuestra sociedad, a las innovaciones tanto tiempo ha introducidas en el sistema represivo de los delitos, y conforme a los principios de humanidad y de justicia que prescriben la razón y la filosofía del siglo; He acordado y decreto: - Art 1° Se nombra una Comisión compuesta de D. Antonio Varas, D. José Victorino Lastarria, D. Antonio García Reyes y D. Manuel Antonio Tocornal, para que trabajen un proyecto de Código penal y otro de procedimientos criminales, tomando por base para el primero, en nuevo Código penal de España y las reformas que en él hizo la Nueva Granada antes de adoptarlo.
Esta Comisión no trabajó, por lo que se sabe; pero el Congreso y el Gobierno deseaban que el Código penal se creara. Por tanto, estimularon económicamente y por la ley de 14 de septiembre de 1852 se facultó al Presidente de la República para “asignar una renta igual a la de los ministros de la Corte Suprema” a las personas que comisionara para preparar proyectos de reformas de Códigos. Por Decreto de 26 de octubre de ese año, se designa a Antonio García Reyes, que no desempeñó el cometido, y por encargo gubernativo de 1856 se designa a Manuel Carvallo. Al fin encontró ejecutor el ansiado designio, y en ese mismo año se publicó el Libro Primero del Proyecto de Código penal y en 1859 el segundo, se hizo en seguida una edición de toda la obra. Por orden del Gobierno tradujo además el señor Carvallo el Código penal belga, versión que se imprimió en Santiago el año 1869.

### Proyecto

#### Comisión Redactora

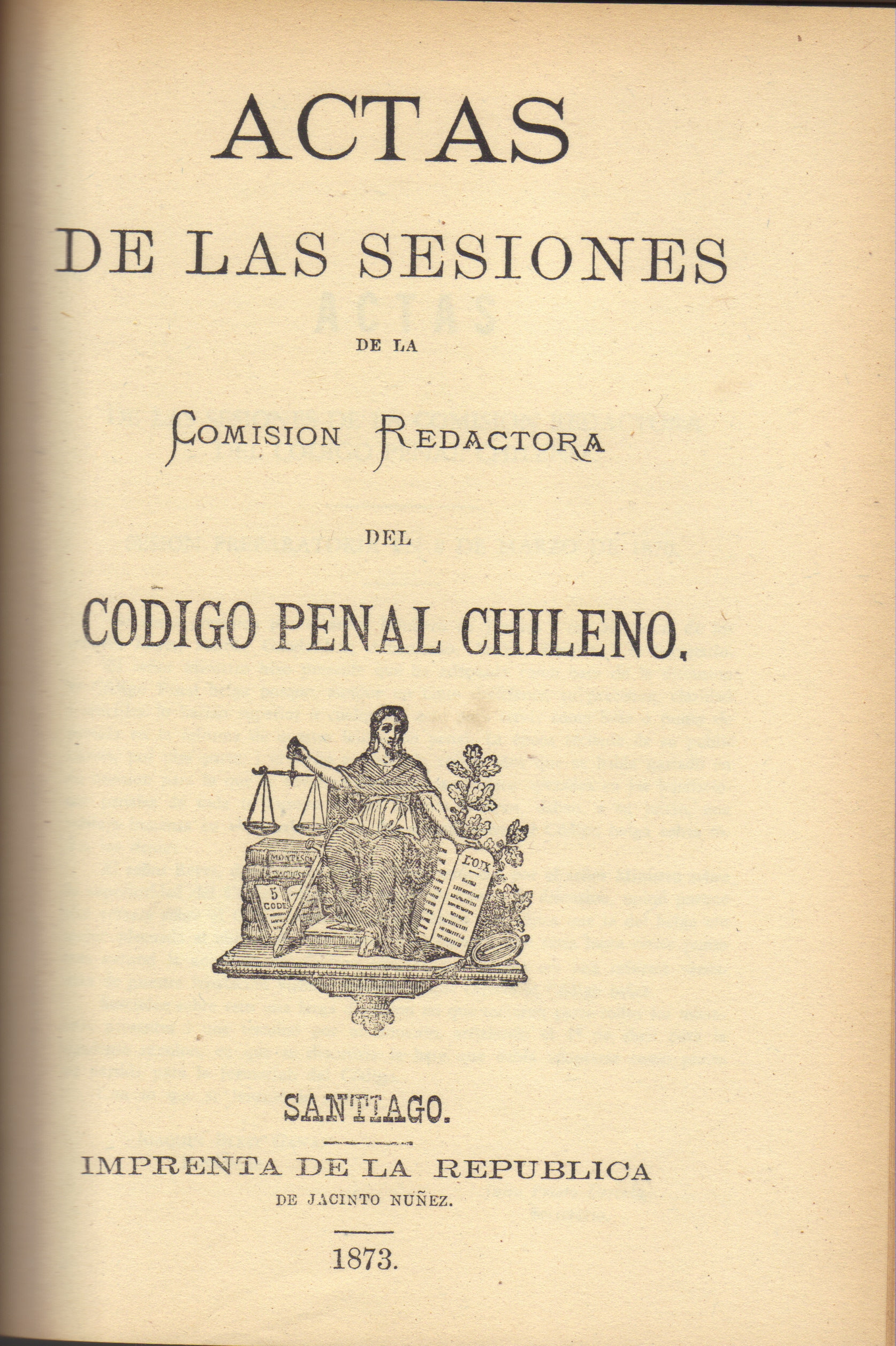
Actas de las sesiones la Comisión Redactora del Código Penal Chileno, 1873.

El 17 de enero de 1870 el presidente de la República José Joaquín Pérez nombró otra comisión, que estaba formada por Alejandro Reyes, Eulogio Altamirano, José Clemente Fabres, José Antonio Gandarillas, José Vicente Ábalos, Diego Amstrong y Manuel Rengifo, y luego de dos años se agregó a Adolfo Ibáñez.
Las sesiones realizadas por la Comisión redactora del Código penal chileno fueron 175, entre los años 1870 y 1873. La primera, sesión preparatoria fue el 8 de marzo de 1870 y la última sesión, la 175 se realizó el 22 de octubre de 1873. La sesiones de revisión se inicia con la sesión 115 el 12 de marzo de 1873 y culmina con la 175.

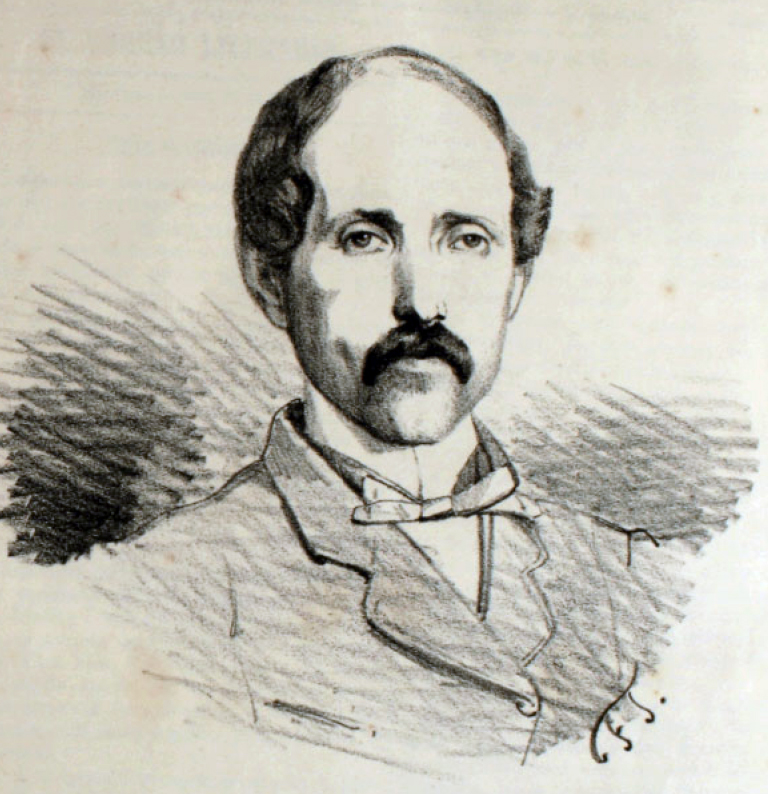
Alejandro Reyes Cotapos, miembro de la comisión redactora 1870-1873.

### Tramitación en el Congreso Nacional
Al finalizar su trabajo la comisión redactora, el proyecto fue enviado al gobierno, acompañado de un mensaje en el cual se exponían los principios rectores del código y las principales fuentes que lo inspiraron. El redactor de dicho mensaje fue el señor Rengifo. Aceptado por el gobierno, el proyecto y el mensaje fue enviado al Congreso para su aprobación; proponiendo que el nuevo Código comenzase a regir el primero de junio de 1874; lo cual no se llevó a cabo por los motivos que se detallan a continuación.
Al comenzar las discusiones y tanto en el Senado, como en la Cámara de Diputados, apartándose de la práctica de aprobar por completo los códigos sin entrar en discusiones particulares, creyeron que esta vez era preciso no aceptar alguna de las disposiciones contenidas en dicho proyecto.
Pero a pesar de ser el primer código que se discutieron artículos particulares, se debatió con "notables discursos" no los aspectos teóricos relativos al libre albedrío como fundamento de la responsabilidad penal, ni a la proporcionalidad de las penas, etc., sino principalmente aquellos preceptos que permitían apreciar el cambio social y político de la época, como los que hacían referencia a las relaciones entre los eclesiásticos y la Iglesia Católica con el Estado, que se consideraban "contrarias a la religión y a las prerrogativas de la Iglesia"; a ciertas prerrogativas familiares, vinculadas con el derecho de los maridos para dar muerte a los reos de adulterio y los casos del denominado "aborto honoris causa"; y al duelo.
De todas las objeciones presentadas en el Congreso, se aceptaron las siguientes: Primero, suprimir los artículos que contemplaban sanciones especiales para los eclesiásticos que publicasen o ejecutaren bulas pontificias contraviniendo las leyes de la República o que incitaren a la desobediencia de leyes o decretos en sus sermones y que rehusaren remitir al tribunal civil autos canónicos requeridos para la decisión de un recurso de fuerza. Se dio por agotado el debate en noviembre de 1874; es decir un año después de su presentación al Congreso.
Terminada la discusión del Proyecto, este fue aprobado por ley el 12 de noviembre de 1874. Constaba de un artículo único por el que:

Se aprueba el siguiente Código Penal que comenzará a regir desde el 1° de marzo de 1875. Dos ejemplares de una edición correcta y esmerada que deberá hacerse inmediatamente, autorizados por el Presidente de la República y signados con el sello del Ministerio de Justicia, José María Barceló. Se depositarán en las secretarías de ambas Cámaras, dos en el archivo del Ministerio de Justicia y otros dos en la Biblioteca Nacional. El texto de estos dos ejemplares se tendrá por texto auténtico del Código Penal y a él deberán conformarse las ediciones y publicaciones que del expresado Código se hicieren. La primera edición será certificada por una Comisión nombrada por el Presidente de la República. Y por cuanto, oído el Consejo de Estado ha tenido a bien aprobarlo y sancionarlo; por tanto promúlguese y llévese a efecto como ley de la República.

Pues bien, como del Proyecto se eliminan cuatro artículos y un párrafo de parte del Congreso, y con ello es alterado la numeración del Código, por Ley de la misma fecha, 12 de noviembre de 1874, El Presidente de la República es autorizado para que al promulgarlo en los términos en que lo había sancionado el Congreso, pueda alterar las referencias de unos artículos a otros, pero tomando en cuenta las aboliciones hechas al proyecto en primera instancia.
En un artículo final, de carácter transitorio, el Código dispone que este comenzará a regir el l de marzo de 1875 y en esa fecha quedaran derogadas las leyes y demás disposiciones ya existentes sobre las materias que en él se tratan. Esta cláusula derogatoria plantea graves problemas de interpretación, quedando en dilema si se refiere a la derogación de todas las materias relativas al Derecho Penal recogido y tratado en el Código, lo que conlleva la derogación del Derecho Penal previo a él, completamente o si por el contrario hace alusión exclusivamente a aquellas materias consideradas en su individualidad y en concreto, tratadas. En este segundo caso habrían quedado derogadas las que regulaban las materias que él contempla, pero subsistirían las que regulasen otras, no tratadas o escasamente tratadas en él.

## Principios
El Código chileno nació en un contexto social presidido por el asentamiento de élites ilustradas en el poder, con intereses coincidentes con los de las nuevas metrópolis; se trataba de una sociedad aristocrática y señorial con una fuerte tendencia a la oligarquía y en donde no contaban apenas las clases populares campesinas e indígenas. En cuanto a la orientación doctrinal y la fecha de los códigos inspiradores el Código español corresponde a la primera mitad del siglo XIX y el belga. Aunque de fecha posterior, refleja la orientación doctrinal de principios de siglo los antecedentes legislativos del Código Penal chileno se encuentran en la primera mitad del siglo XIX. Desde el puro plano político, responde, por tanto, a la ideología del Estado liberal de Derecho, y por su fundamentación doctrinal pertenece a lo que los penalistas han dado en llamar «Escuela Clásica».
Debido al contexto en el que se creó, los ideales inspiradores, los fines que se plantea, entre otras cosas, reflejan que es el período donde se vivió la más importante etapa de creación del derecho penal codificado. En la creación del código hubo gran interés, es por esto que el Código penal chileno nació con la intención de perdurar en el tiempo. A pesar de ser objeto de críticas, en general fue bien recibido.

"Creemos que el Código, con hombres especiales en la ciencia penal, pudo ser una obra más perfecta. Si la comisión hizo esfuerzos para salvar algunos defectos que contiene el Código español de 1850, se cometieron muchos otros con las modificaciones introducidas sin un estudio previo y profundo de dicho código que como obra científica y artística es, es clase, la primera de Europa, en nuestro concepto. Pero cualesquiera que sean los lunares de nuestro Código penal, lo consideramos digno de nuestro estado de civilización y cultura y a su libro primero especialmente como la última palabra del arte y de la ciencia penal hasta el presente"
Alejandro Fuensalida.

Como ya se ha dicho, principalmente se basa en el código español y belga, también de algún u otro modo proviene del francés, y por último aunque de manera indirecta del napoleónico.
Es un código «humanitario, racionalista, clásico, individualista, igualitario y liberal».
- Humanitario: A pesar de mantener penas muy crueles como se considerarían actualmente, hay que darse cuenta de las penas que eliminó, es por esto su carácter.
- Racional: «combinado con el liberalismo consagra el principio de legalidad de los delitos y de las penas en sus diferentes manifestaciones, y aleado con el retribucionismo, se expresa en el prurito de disponer de numerosísimas penas, diferentes entre sí por su diversa naturaleza y duración, para castigar cada delito con la condigna según su distinta entidad y gravedad».[19]
- Individualista e igualitario: No es relevante la personalidad de la persona que cometió el acto delictual para determinar su responsabilidad.
- Liberal: relacionada con el principio retribucionista, lleva a los catálogos de circunstancias atenuantes y agravantes, a las escales graduales de las penas y a las reglas para aplicarlas.[20]

El código Chileno adopta por lo tanto, la tripartición francesa de infracciones, en lugar de seguir la tradicional española de delitos graves, menos graves, y faltas. Y sigue la peculiar tradición de los códigos chilenos de dividir los títulos en párrafos, «clasifica las infracciones punibles, por su gravedad, en crímenes, simple delitos y faltas, y, congruentemente, las penas, en pena de crímenes, de simples delitos y de faltas, más penas comunes a las tres clases anteriores y penas accesorias de las de los crímenes y simples delitos». Los delitos con culpa los llama cuasidelitos, y existen los correspondientes cuasi crímenes y las cuasi faltas. Se regula los delitos «por la figura que tenga señalada pena mayor, prosiguiendo a continuación en un orden decreciente de gravedad». Tiene deficiencias de formulación en algunos delitos, ya que no describe de manera debida la acción típica, o involucra varias situaciones en un precepto.Prefiere las descripciones genéricas a un minucioso casuismo.

## Estructura
Actualmente el Código Penal de Chile consta de 544 artículos, y en su texto original tenía 501 artículos. Está dividido en tres libros, los cuales permanecen desde su promulgación.

### Libro primero
Sin rubrica, sus cinco títulos comprenden la parte general.
- Título I: De los delitos y de las circunstancias que eximen de responsabilidad criminal, la atenúan o la agravan.
- Título II: De las personas responsables de los delitos.
- Título III: De las penas.
- Título IV: De las penas en que incurren los que quebrantan las sentencias y los que durante una condena delinquen de nuevo.
- Título V: De la extinción de la responsabilidad penal.

### Libro segundo
Con diez títulos, los crímenes, simples delitos y sus penas.
- Título I: Crímenes y simples delitos contra la seguridad exterior y soberanía del Estado.
- Título II: Crímenes y simples delitos contra la seguridad interior del Estado.
- Título III: De los crímenes y simples delitos que afectan los derechos garantizados por la Constitución.
- Título IV: De los crímenes y simples delitos contra la fe pública, de las falsificaciones, del falso testimonio y del perjurio.
- Título V: De los crímenes y simples delitos cometidos por empleados públicos en el desempeño de sus cargos.
- Título VI: De los crímenes y simples delitos contra el orden y la seguridad públicos cometidos por particulares.
- Título VII: Crímenes y simples delitos contra el orden de las familias, contra la moralidad pública y contra la integridad sexual.
- Título VIII: Crímenes y simples delitos contra las personas.
- Título IX: Crímenes y simples delitos contra la propiedad.
- Título X: De los cuasidelitos.

### Libro tercero
Sin rubrica, está dedicado a las faltas o contravenciones, dos títulos cuyos artículos se encuentran repartidas según la pena que les asigna la ley, en orden de mayor a menor gravedad.
- Título I: De las faltas.
- Título II: Disposiciones comunes a las faltas.

### Título final
- De la observancia de este código.

## Reformas
Este cuerpo legal ha sido objeto de algunas modificaciones, siendo las más relevantes las introducidas en:
- 1947: La ley del 4 de enero redacta de manera diferente el artículo 472, en que se precisa y pena la usura – cuyo delito fue introducido por la ley 7.632, de 8 de octubre de 1943- y entre otras transformaciones elimina la habitualidad que era condición del tipo delictivo.[23]
- 1950: Acorde a la ley N.º 9.762, del día 10 de noviembre, se modifica el artículo 142, concerniente a la sustracción de un menor de 10 años, haciendo distinciones para aumentar la penalidad inclusive hasta la pena de muerte, si se abusó deshonestamente de la víctima y si a consecuencia de la sustracción resultaron heridas o muerte del menor. Además se modifica el artículo 358, último párrafo, para permitir elevar la pena cuando la raptada fuese menor de 12 años.[24]
- 1952: La ley n.º 10.309, del día 17 de marzo, por motivo de la depreciación de la moneda se regulariza ahora la transformación de la pena pecuniaria en reclusión, cuando aquella no se paga, a razón de un día por cada veinte pesos, en vez de uno.[25]
- 1953: La ley 11.183, del 10 de junio de 1953, Es de bastante suma importancia, por ella se modifica un gran número de artículos de este código. Algunos de estos cambios son: se establece el límite de edad de 18 años, en vez de 20, condicionado al discernimiento para declarar la exención de responsabilidad criminal; se deroga la circ.11 del artículo 10 por no ser ya eximente el uxoricidio por adulterio; se modifican los plazos para la prescripción de la acción y de la pena.; se suprime la circ. 2° del artículo 11, porque ya no se procede apreciar como atenuante el ser menor de 20 años; se establece la forma de regular la pena cuando se trata de mayores de 16 y menores de 18 años.[26]
- 1954: Son también trascendentales las reformas introducidas por la ley n.º 11.625, del 4 de octubre de 1954, llamada "Estado Antisociales y Medidas de Seguridad". Una de las novedades es que se admite la defensa legítima para quien trate de impedir la consumación de robos, cualquiera sea el daño inferido al agresor; como así también las que se refieren al delito de robo. El robo con homicidio, violación o lesiones muy graves se modifica para dejar reducido a estos casos la imposición de la pena de presidio mayor a muerte; se redacta de mejor manera y la pena es más propicia, desistiendo del sistema de evaluar la penalidad por el valor de los objetos sustraídos.[27]
- 1999: La ley n.º 19.617 de 12 de julio de 1999 introduce reformas significativas en materia de delitos sexuales. Por una parte, se deroga el delito de rapto, quedando sus actos dentro del secuestro. Asimismo, establece que los delitos de violación y estupro pueden cometerse contra ambos sexos, aumenta la edad de consentimiento sexual a los catorce años, y despenaliza la sodomía cuando esta se produce entre mayores de 18 años.[28]
- 2001: Por ley n.º 19.734 del día 5 de junio de 2001, se deroga la pena de muerte, reemplazándose por presidio perpetuo calificado.[29]

## Proyectos de reformas generales
Chile, que tiene un Código bastante antiguo, ha sentido, en muchos momentos de su vida jurídica, la necesidad de remozar su viejo texto punitivo y aunque allí, como en toda América de lengua española, la escuela positiva dominó sus cátedras, ninguno de los proyectos de Código penal que vamos a enumerar tienen esa tendencia tan en boga por aquí. Ello se debe a que no ha faltado entre sus más eminentes penalistas el influjo de la dogmática alemana, alejada completamente del positivismo italiano que triunfó en Sudamérica.

Por Decreto de 23 de julio de 1921 que firmó Arturo Alessandri, se encomendó la reforma del Código penal a un grupo de senadores y otro de diputados, nominativamente dichos, que no se reunió o lo hizo sin dejar rastro. Por otra parte, el Decreto sólo estipulaba las modificaciones en pro de una mayor celeridad en los procedimientos criminales.

### Proyecto Erazo-Fontecilla
El 21 de junio de 1928, Osvaldo Koch, ministro del Gabinete del general Ibáñez, dictó un brevísimo decreto, cuya parte dispositiva decía: “Constituyese una Comisión compuesta de las siguientes personas para que estudie y proponga al Gobierno un Proyecto de reforma del Código penal: Senador don Alberto Cavero; Diputado, don Samuel Guzmán García; Ministro de la Corte Suprema, don Agustín Parada Benavente; Ministro de la Corte de Apelaciones de Santiago, don Eduardo Erazo; Juez del segundo Juzgado del Crimen de Santiago, don Rafael Fontecilla; Juez del tercer Juzgado de Letras en lo Civil, don Pedro Ortiz; Profesor de Clínica Neurológica, don Hugo Lea-Plaza, y abogado don Alfredo Cañas O’Ryan”.
La Comisión designada celebró una sola reunión y se levantó un acta que no llegó a ser aprobada. Transcurrió un año y como los trabajos no avanzaron, el Ministro de Justicia despojó a ésta y confió a Eduardo Erazo y a Rafael Fontecilla, quien ya era Ministro de la Corte de Apelaciones de Valdivia, para que crearan y presentaran un Proyecto de Código penal y en 1929 el documento es enviado al Congreso.
El proyecto Erazo-Fontecilla de 1929 señala en su Mensaje que «no ha pretendido afiliarse a ninguna orientación científica determinada»; pero dos líneas después dice que siendo su fin combatir «lo más eficazmente” el delito, “de las diversas direcciones científico-penales, la que lo ha influido más hondamente es la política criminal», conforme se comprueba por la adopción de medios que sustituyen a las penas cortas de privación de libertad –condena condicional, perdón judicial, multa- así como por el “mantenimiento conjunto de la imputabilidad y del estado peligroso”.
En efecto, junto a los alienados mentales y absueltos por inimputables, figuran los individuos de «responsabilidad disminuida», y al lado de los mal vivientes –prostitutas, lenones, rufianes, maleantes, mendigos, ebrios, vagos, toxicómanos, homosexuales, jugadores, etc.- aparecen los «delincuentes crónicos», y por más que Fontecilla nos diga, en sus comentario al Proyecto, que aunque parezca que se «estuviera contemplando una peligrosidad proveniente del delito… en el fondo no es así» porque a «la delincuencia crónica se aprecia separadamente del delito», es lo cierto que a esta categoría de peligrosos no se les puede llamar «predelincuente», ni decirse que ese peligro no constituye delito.
Los señores Erazo y Fontecilla eliminan de su Proyecto la definición del hecho punible, y en cambio dan los conceptos de dolo y culpa, como especies de la culpabilidad. No se hace en catálogo cerrado de atenuantes y agravantes. En cuanto a las penas se suprime la de muerte, se reemplazan las perpetuas por presidio de duración indeterminada con un mínimo de 15 años, y se eliminan del sistema penal el configuración, el destierro, el extrañamiento, la sujeción a vigilancia de la autoridad, la caución de buena conducta y la pena de azotes.
También, se agregan algunos delitos desconocidos en aquel entonces; «contagio venéreo y nutricio», edificación de construcciones que por su mala arquitectura hagan peligrar la seguridad colectiva; sustracción de expedientes, etc. En cambio se suprimen algunas infracciones constituidas por matrimonios ilegales y, sobre todo, por el delito de adulterio.

### Proyecto Ortiz-von Bohlen
El proyecto Ortiz-von Bohle de 1929 acentúa aún más que el anterior su inspiración netamente jurídica, como lo prueba la imputabilidad, apreciada como característica de la culpabilidad (que el Proyecto llama simplemente «culpa», con fuerte dejo alemán, con lo que se engendra confusión con la negligencia; es decir, con la culpa sensu stricto) que aparece como presupuesto de la punición (art. 11); sin embargo, se admiten, y regulan medidas de seguridad.
Tras preceptos sobre aplicación de la ley penal en el tiempo y en el espacio, y de clasificar los “hechos punibles” en “crímenes” y “simples delitos”, se declara, como he dicho, que la “capacidad penal” es requisito sin el que no existe penalidad, y en seguida se da la fórmula de incapacidades por “perturbación morbosa”, o “debilidad mental”, “sordomudez” e infancia. Se define el dolo, comprendiendo el eventual, de modo más imperfecto que en correspondiente precepto de Erazo y Fontecilla; se toma en cuenta el “obrar a sabiendas” y la “intención”, cuya exigencia creara dificultades, en el caso concreto, para la admisión del dolus eventual, y se da el concepto de “negligencia”. La defensa necesaria (legitima) y el estado de necesidad se regulan como causa de exclusión de la ilicitud.
Las penas del Proyecto son: presidio, prisión, reclusión y multa, regulándose la inhabilitación, la publicación del condena y el comiso, como penas accesorias o efectos de las penas.
Este proyecto, fiel al modelo germánico, hasta el lenguaje, no fue recibido por el Gobierno como obra oficial, y envió al Congreso el presentado pocos días antes al Ministro de Justicia por Erazo y Fontecilla, según el propio Koch lo hizo saber a Pedro Ortiz por nota del 2 de julio de 1929. Más tampoco la obra adoptada por el Gobierno de Ibáñez tuvo éxito.

### Proyecto Silva-Labatut
Transcurrieron acerca de 10 años y otra vez se remueve el afán renovador en Chile. Por Decreto de 11 de junio de 1937 se nombró a Pedro Silva, quien era ministro de la Corte de Apelaciones de Santiago; y a Gustavo Labatut, profesor de Derecho penal, para que redactasen un proyecto de reforma. La misión fue cumplida el 11 de mayo de 1938. Éste, carece de Mensaje y solo acompaña al articulado el preámbulo que establece la trascendencia de la reforma.
Las infracciones de dividen en delitos y faltas. Se define al dolo como conciencia y voluntad del acto y sus resultados posibles de prever. Con un criterio semejante al del vigente código se da el concepto de culpa denominándose cuasidelito.
Una gran novedad es hacer responsables criminalmente a las personas jurídicas. Este proyecto tampoco tuvo suerte y fue olvidado.
En 1942 se designa a otra Comisión formada por Rafael Fontecilla y Franklin Quezada, pero no dio a luz sus labores.